# Hayate Nagakura
Hayate Nagakura (長倉 颯 Nagakura Hayate?), född 29 april 1996 i Kanagawa prefektur, är en japansk fotbollsspelare.
Nagakura började sin karriär 2019 i FC Gifu.